# Johann Wilhelm von Monjou
Johann Wilhelm von Monjou alias Friedrich Otto von Monjou (häufig jeweils auch mit dem französischen Adelsprädikat de) war ein preußischer Major im Siebenjährigen Krieg.

## Leben
Monjou stammte aus einer altadligen französischen Familie.
Aus französischen Diensten in preußische gewechselt, übernahm er das Freibataillon (Nr. 5) des am 12. Juni 1758 vor Dresden gebliebenen Chossignon. Im Krieg nahm er im Oktober 1758 mit seinem Bataillon vor Freiberg und Chemnitz, im November im Weißen Hirsch, sowie im April 1759 zwischen Peterswald und Nollendorf, schließlich vor Aussig an Kampfhandlungen teil. Am 24. Juni 1759 hat Monjou seinen Abschied erhalten, sein Freibataillon (Nr. 5) ging zu diesem Datum im Freibataillon (Nr. 7) von General Wunsch auf.
Monjou hatte mehrfach mit Friedrich dem Großen korrespondiert.

## Trivia
Insgesamt drei wolgadeutsche Werbekolonien im damaligen Russischen Kaiserreich trugen ihm zu Ehren folgende Namen: Obermonjou (heute Kriwowskoje), Niedermonjou (Bobrowka) und Neu-Obermonjou (Nowo-Kriwowskoje). Friedrich Otto von Monjou war nach einem Baron de Caneau de Beauregard der zweite Koloniedirektor gewesen. Als erste der drei genannten wurde im Jahr 1767 die Kolonie Obermonjou gegründet. Während des Zweiten Weltkrieges wurde die Wolgadeutsche ASSR aufgelöst und die ehemals deutschen Orte erhielten ihre heutigen russischen Namen.